# Comté de Bates
Le comté de Bates (en anglais : Bates County) est un comté du Missouri aux États-Unis. Le siège du comté se situe à Butler. Le comté date de 1833 et il fut nommé en hommage au second gouverneur du Missouri Frederick Bates.  Au recensement de 2000, la population était constituée de 16 653 individus. Le comté se situe dans la zone métropolitaine de la ville de Kansas City.

## Géographie
Selon le bureau du recensement des États-Unis, le comté totalise une surface de 2 205 km2 dont 7 km2 d’eau.  

### Comtés voisins
| Comté de Miami (Kansas) | Comté de Cass (Missouri)   | Comté de Henry (Missouri)       |
| Comté de Linn (Kansas)  | comté de Bates             |                                 |
|                         | Comté de Vernon (Missouri) | Comté de Saint Clair (Missouri) |

### Routes principales
- U.S. Route 71
- Missouri Route 18
- Missouri Route 52

## Démographie
Selon le recensement de 2000, sur les 16 653 habitants, on retrouvait 6 511 ménages et 4 557 familles dans le comté. La densité de population était de 8 habitants par km² et la densité d’habitations (5 409 au total)  était de 3 habitations par km². La population était composée de 97,33 % de blancs, de 0,61 %  d’afro-américains, de 0,59 % d’amérindiens et de 0,15 % d’asiatiques.
32,30 % des ménages avaient des enfants de moins de 18 ans, 58,8 % étaient des couples mariés. 26,5 % de la population avait moins de 18 ans, 7,5 % entre 18 et 24 ans, 26 % entre 25 et 44 ans, 22,6 % entre 45 et 64 ans et 17,4 % au-dessus de 65 ans. L’âge moyen était de 37 ans. La proportion de femmes était de 100 pour 95,2 hommes.
Le revenu moyen d’un ménage était de 30 731 dollars.

## Villes et cités
- Adrian
- Amoret
- Amsterdam
- Butler
- Drexel
- Foster
- Hume
- Merwin
- Passaic
- Rich Hill
- Rockville